# Šroubovák

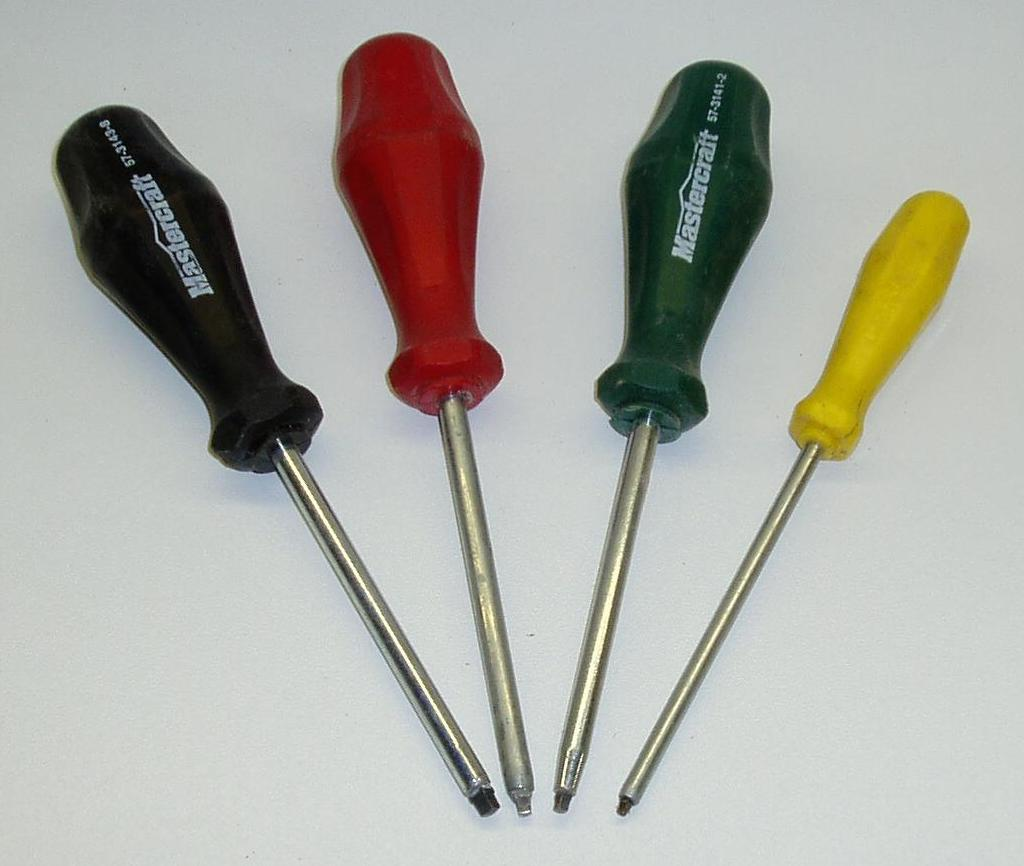
Sada šroubováků pro uchopení dlaní

Šroubovák je nástroj určený k zašroubování a utahování a nebo k povolování a vyšroubování šroubů a vrutů, jejichž hlava je pro něj uzpůsobena.
Skládá se z rukojeti a kovové tyče – čepele, která se skládá z dříku (délková část) a břitu ,která je v rukojeti dříkem zasazena. Tvarovaný konec čepele – břit – se vkládá do tvarované drážky, prohlubně nebo otvoru v hlavě šroubu.
Rukojeť je obvykle upravena pro uchopení dlaní. Bývá nejčastěji z plastu, tradičně bývala dřevěná, a může mít protiskluzovou úpravu. Zvláštní typy šroubováků jsou např.:
- izolované nebo elektrikářské šroubováky jsou izolované až ke konci čepele, aby nemohlo dojít k dotyku s částí pod napětím.
- zámečnický šroubovák (úderový) mívá kovovou část protaženou skrz celou rukojeť. To umožňuje použít i údery kladivem.
- šroubováky mající na čepeli šestihranné osazení (profil) pro nasazení maticového klíče a zvětšení záběrného momentu.

## Typy dle zakončení

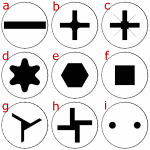
Typy šroubováku
(a) plochý
(b) křížový Phillips
(c) křížový Pozidriv
(d) Torx
(e) Inbus
(f) Robertson
(g) Tri-Wing
(h) Torq-Set
(i) Spanner head

Šroubováky se rozlišují podle zakončení, které musí odpovídat hlavě šroubu:
- plochý (–) – plochá hrana, je určen pro šrouby s jednou drážkou (SL)
- křížový (+) – tvar kříže
  - Phillips (PH) – jednoduchý kříž, dosedací plochy břitu jsou klínové
  - Pozidriv (PZ) – kříž je doplněný mezizářezy, dosedací plochy břitu jsou rovnoběžné
- Torx – šesticípá hvězdice (T)
- inbus – šestiúhelník
- Ostatní – čtvercový Robertson, tříkřídlý Tri-Wing, čtyřkřídlý Torq-Set
- Bezpečnostní – tvar např. trojúhelníku, přerušené přímky či dvojice otvorů (spanner head). Účelem je zamezit neškolenému personálu v otevření zařízení. Bezpečnostní šroubováky však lze koupit samostatně, případně vyrobit úpravou jiného šroubováku.
- Obchodní značení PH, PZ, SL, T

## Speciální šroubováky

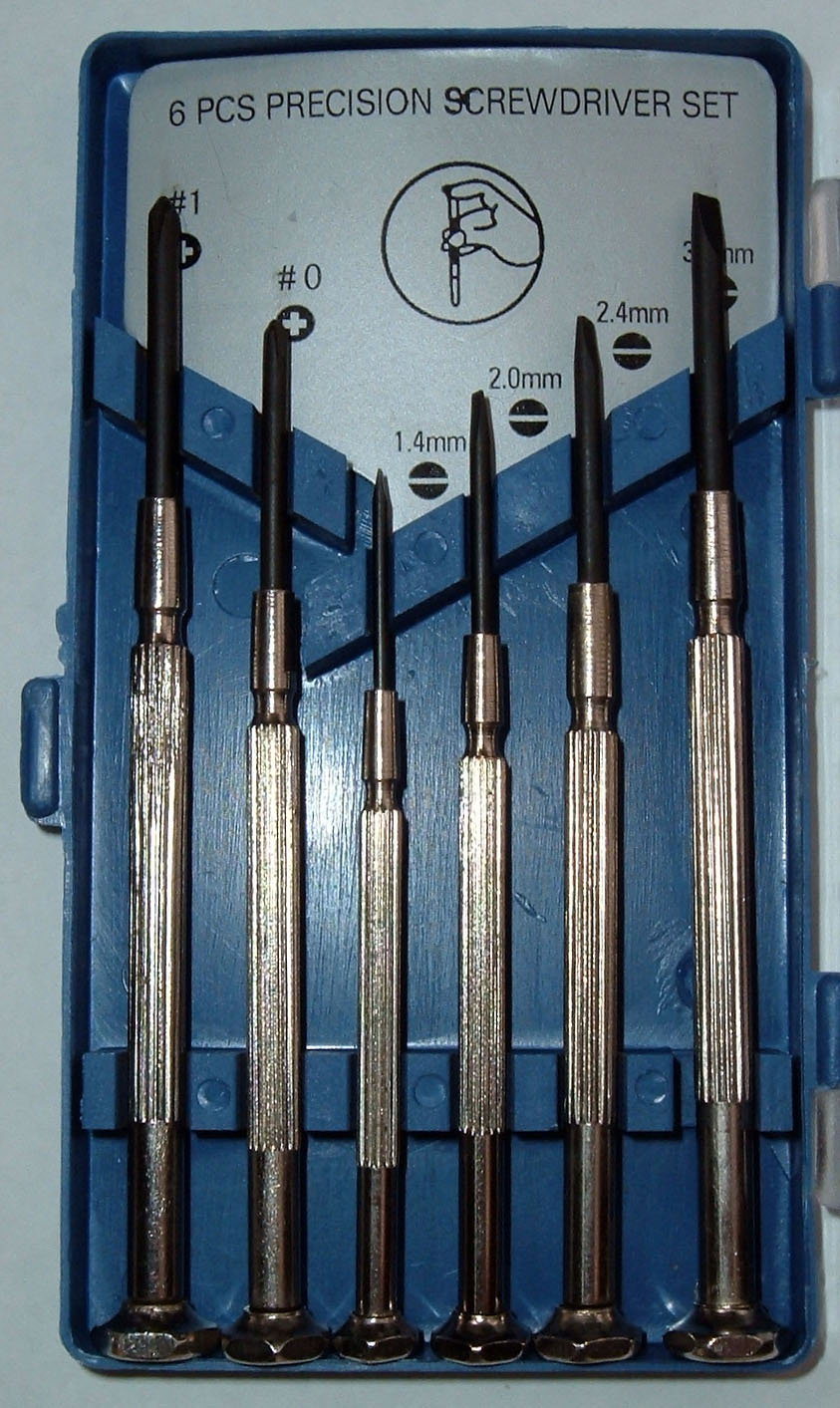
Sada hodinářských šroubováků

- Šroubovák s výměnnými bity pro různé hlavy šroubů
- Svidříkový – otáčivý pohyb nástroje je vytvářen pomocí svidříkového závitu (obdoba ručního pohonu u svidříkového francouzského klíče nebo u svidříkového pohonu mechanické dětské káči)
- Strojní šroubováky s elektrickým nebo pneumatickým pohonem. Jako strojní šroubovák lze zpravidla použít také pomaluběžnou ruční vrtačku.
- Akušroubovák – elektrický nástroj napájený akumulátorem s výměnnými hlavicemi (bity)